# Callidium brevicorne
Callidium brevicorne är en skalbaggsart som beskrevs av Olivier 1795. Callidium brevicorne ingår i släktet Callidium och familjen långhorningar. Inga underarter finns listade.